# Cryptanthus reisii
Cryptanthus reisii är en gräsväxtart som beskrevs av Elton Martinez Carvalho Leme. Cryptanthus reisii ingår i släktet Cryptanthus, och familjen Bromeliaceae. Inga underarter finns listade i Catalogue of Life.